# Krušovce
Krušovce (ungarisch Nyitrakoros – bis 1907 Koros; deutsch Korosch) ist eine Gemeinde in der westlichen Slowakei nordöstlich der Stadt Topoľčany.

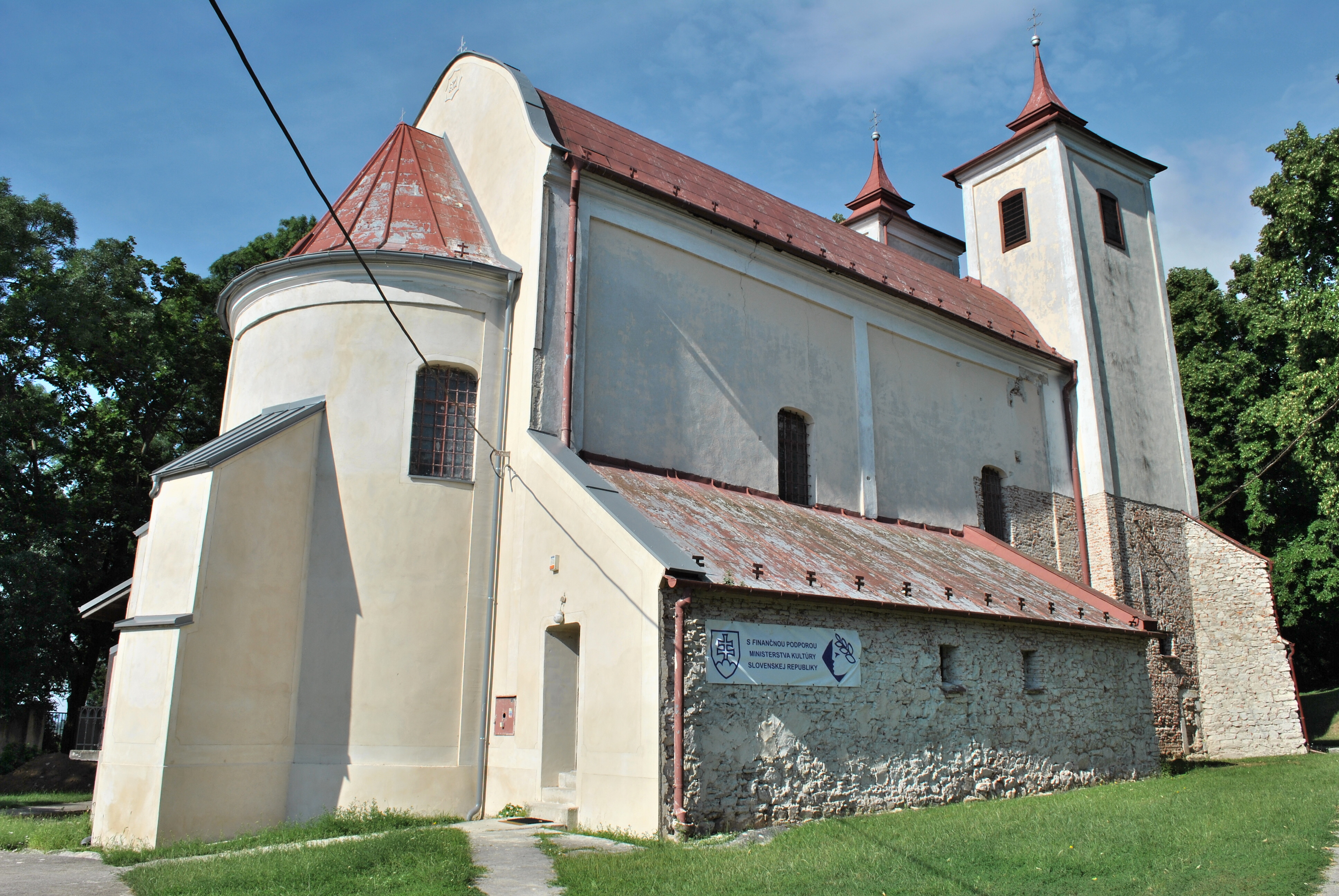
St. Mariä Geburt Kirche

Sie liegt im mittleren Nitratal nahe dem Zufluss der Bebrava und wurde 1235 erstmals urkundlich erwähnt. Sie gehört damit zu den ältesten Siedlungen der Gegend und ist zumindest seit der Zeit des Großmährischen Reiches ständig bewohnt.
Wichtige Persönlichkeiten, die hier geboren wurden oder lebten, waren der Maler Alexander Buzna (* 14. Januar 1868 Krušovce; † 8. April 1945 Nižná), der an der Ausstattung der Kirche beteiligt war, Anton Kelemen (* 15. Januar 1708 Krušovce; † 14. September 1760 Klausenburg, heute Rumänien), der später Professor der Philosophie (unter anderem in Trnava und Győr) wurde, der Schriftsteller und Philosoph Ján Rezik (* ungefähr 1650 Krušovce; † 4. Juli 1701 in Prešov), der einen wichtigen Beitrag zur slowakischen Literatur der Barockzeit leistete und später in Košice und Prešov lehrte, sowie Alexander Rudnay (* 4. Oktober 1760 in Pavažany; † 13. September 1831 in Esztergom), der hier Pfarrer war und schließlich 1828 zum Kardinal ernannt wurde.
Zur Gemeinde gehört seit 1964 der Ort Dolné Chlebany (deutsch Unterhelbing, ungarisch Alsóhelbény).
Zu den Sehenswürdigkeiten des Ortes zählt das Schloss Krušovce, ein aus dem Jahr 1830 stammender klassizistischer Bau, der von einer Parkanlage umgeben ist.

## Bevölkerung
| Jahr                | 1994 | 2004    | 2014    | 2024    |
| ------------------- | ---- | ------- | ------- | ------- |
| Anzahl der Personen | 1695 | 1834    | 1732    | 1724    |
| Unterschied         |      | +8,20 % | −5,56 % | −0,46 % |

| Jahr                | 2023 | 2024    |
| ------------------- | ---- | ------- |
| Anzahl der Personen | 1741 | 1724    |
| Unterschied         |      | −0,97 % |